# Ducado de Nassau
El Ducado de Nassau fue uno de los Estados miembros de la Confederación Germánica durante sesenta años, desde 1806 hasta 1866. El territorio del Ducado actualmente forma parte de los estados federados de Hesse y Renania-Palatinado. La capital de Nassau fue la ciudad de Weilburg (hasta 1816) y posteriormente Wiesbaden.

## Geografía
El Ducado tenía una superficie de alrededor de 4.700 km², con una extensión de 105 km de norte a sur y 75 km de oriente a occidente. Su topografía estaba esencialmente conformada por tierras bajas, aunque se encontraba atravesado por una cadena montañosa, además regado por los ríos Lahn, Sieg y Rin. Colindaba al este y al sur con el Gran Ducado de Hesse, al este con Hesse-Homburg y la Ciudad Libre de Fráncfort, y en el oeste en la provincia del Rin (perteneciente a Prusia) se situaba como enclave el distrito de Wetzlar.

## Historia

### Origen del Ducado

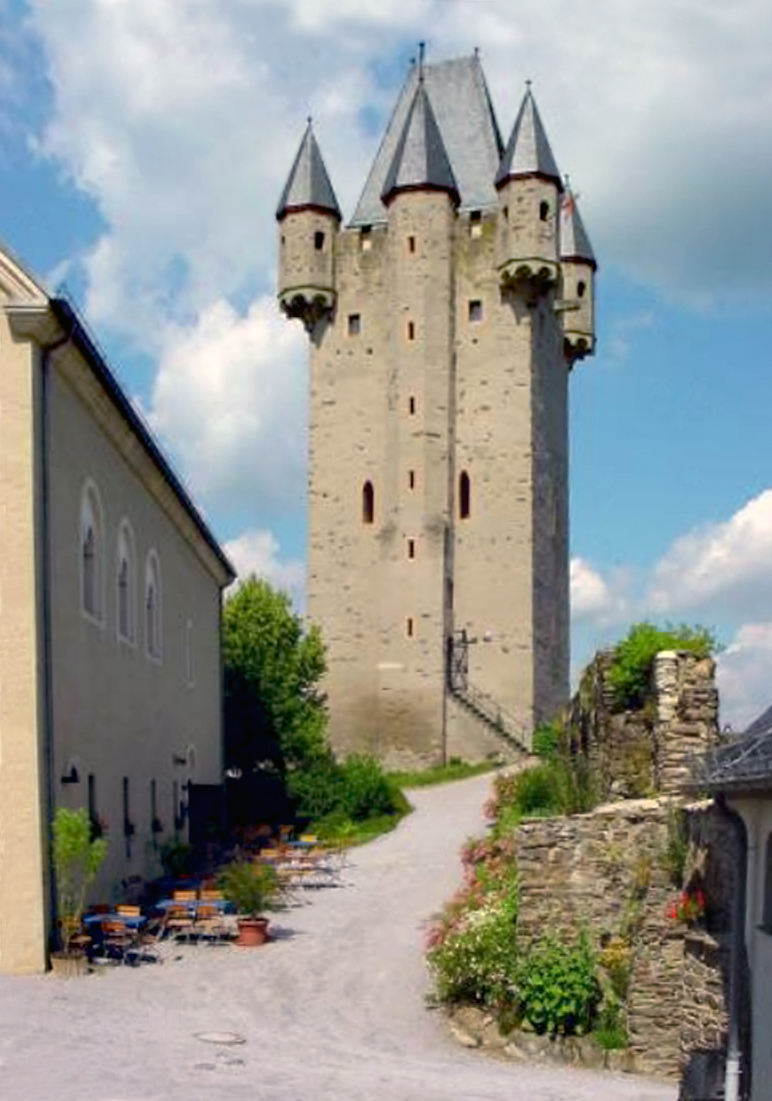
Castillo de Nassau.

Fue creado el 17 de julio de 1806 de los antiguos condados de Nassau-Usingen y Nassau-Weilburg que formaban parte de la Confederación del Rin y bajo la presión de Napoleón se fusionaron el 30 agosto de ese año de manera definitiva en el Ducado de Nassau, en cabeza del gobierno conjunto de Federico Augusto de Nassau-Usingen y de su primo más joven el príncipe Federico Guillermo de Nassau-Weilburg. Debido a que el primero no tenía herederos, estuvo de acuerdo en que Federico Guillermo fuese el único heredero después de su muerte. Federico Guillermo, sin embargo, murió en un accidente el 9 de enero de 1816, al caerse por las escaleras en el castillo de Weilburg, tan solo dos semanas antes de la muerte de su primo, y fue entonces cuando su hijo Guillermo se convirtió en heredero al trono y Duque de Nassau, quien consolidó al Ducado y lo amplió de manera significativa.

### Reformas políticas

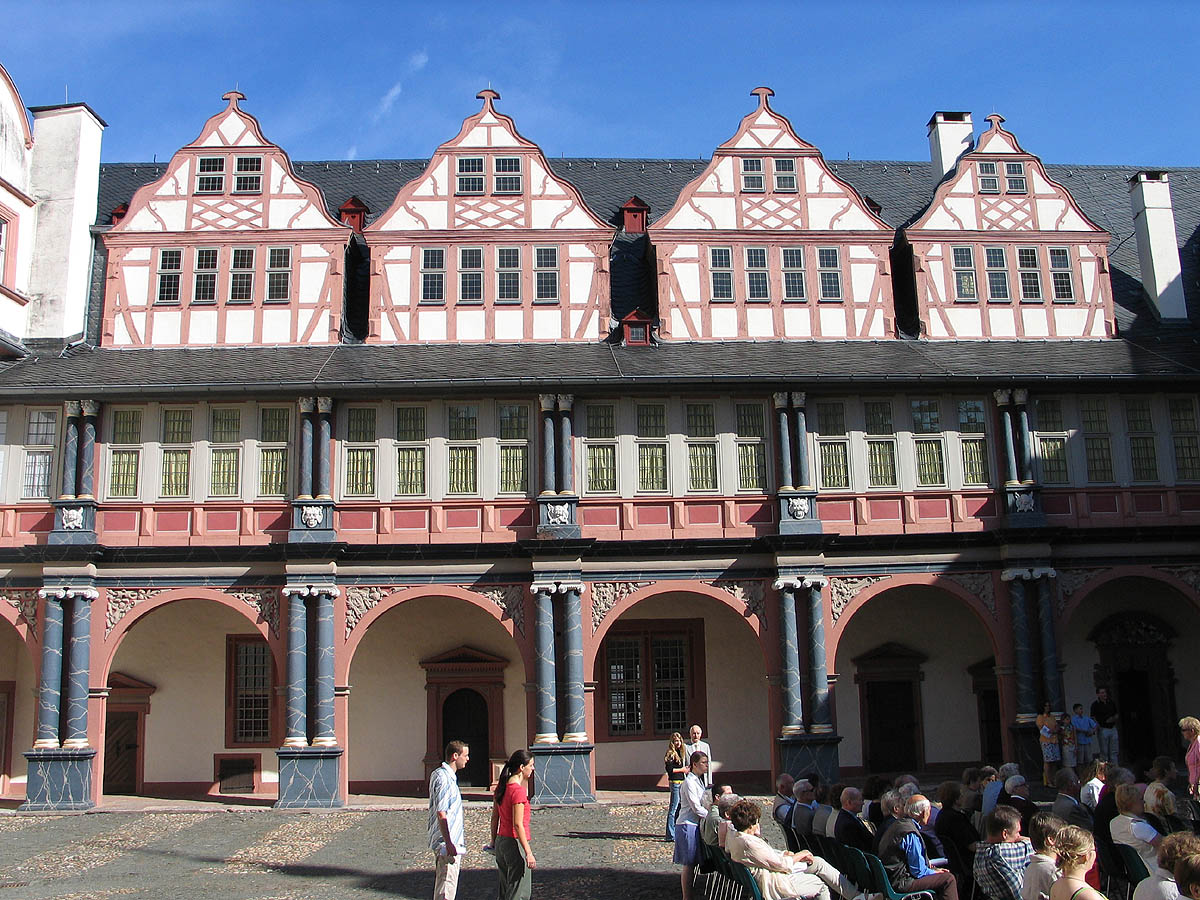
Castillo de Weilburg, residencia de los Duques hasta 1817.

Siguiendo los principios de la Ilustración, se adelantaron una serie de reformas como el decreto de la abolición de la servidumbre (1806), la libertad de empresa (1810) y la reforma tributaria. En 1812 fueron reemplazados un total de 991 impuestos directos por propiedad común y el impuesto a ciertas profesiones, entre otros. Además los castigos corporales y deshonrosos fueron abolidos, y se establecen regulaciones que promueven la responsabilidad personal en la explotación de aguas subterráneas y el suelo. Inicialmente se encontraba dividido el ducado en tres condados de Wiesbaden, Weilburg y Ehrenbreitstein, y a partir del 1 de agosto de 1809 se dividió en cuatro distritos.

### La Constitución de 1814
El 2 de septiembre de 1814 se aprobó la primera constitución moderna en un Estado alemán: garantiza la libertad de la propiedad, la tolerancia religiosa y la libertad de la prensa. Fue influenciado por Karl Freiherr vom Stein. El 28 de diciembre de 1849 la Constitución fue sustituida por una reforma constitucional, que llevaba las demandas democráticas de la Revolución de marzo. 

### Congreso de Viena

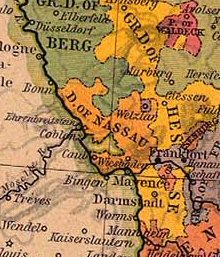
Ducado de Nassau en 1812.

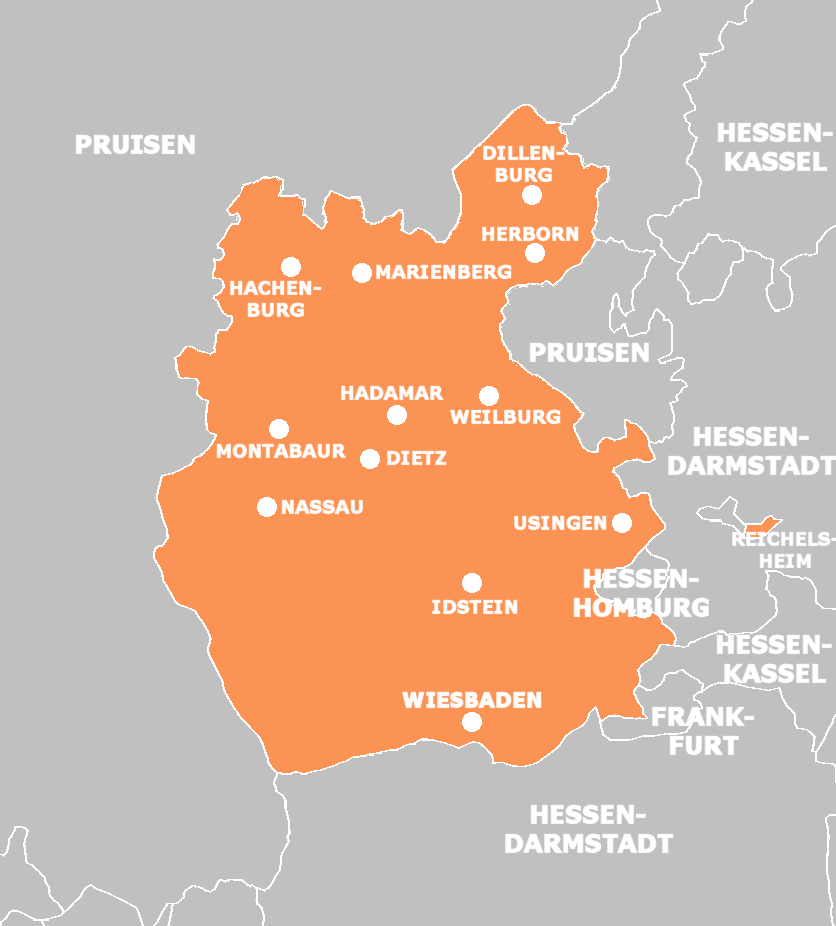
Nassau en 1848.

Posteriormente al Congreso de Viena, en 1815, el Principado de Orange-Nassau se incorporó al Ducado de Nassau el 31 de mayo de ese año debido a que la corona real holandesa tuvo que renunciar a sus tierras ancestrales en Alemania y, posteriormente, el ducado unificado se unió a la Confederación Germánica, compartiendo el voto en esta con el Ducado de Brunswick en las reuniones de la dieta y con voto individual en la Junta general. Desde 1818 —por primera vez en Alemania— contó con un sistema nacional de salud integral.

### Final del Ducado
Después de la derrota del Imperio de Austria en la guerra austro-prusiana en 1866, el Ducado junto con otros territorios fue anexionado por el Reino de Prusia. El ducado se fusionó con el Electorado de Hesse-Cassel y la Ciudad libre de Fráncfort del Meno, formando parte de la provincia prusiana de Hesse-Nassau. El último Duque de Nassau, Guillermo Adolfo, que había sido destronado, se convirtió en 1890 en Duque de Luxemburgo como heredero de su tío Guillermo III debido a que la línea masculina de Nassau-Dillenburg se había extinguido.

## Población
El ducado en el momento de su fundación en 1806 contaba con 302.769 habitantes, los cuales eran en su mayoría agricultores, jornaleros o artesanos. En 1819, el siete por ciento de los habitantes de Nassau vivían en poblaciones con más de 2.000 habitantes, y el restante en 850 poblados más pequeños y 1.200 granjas. Wiesbaden era la ciudad más poblada con alrededor de 5.000 habitantes, y con aproximadamente 2.600 habitantes Limburgo era la segunda ciudad en importancia. En 1847 la población creció a 14.000 habitantes en Wiesbaden, y a 3.400 personas en Limburgo.

## Religión

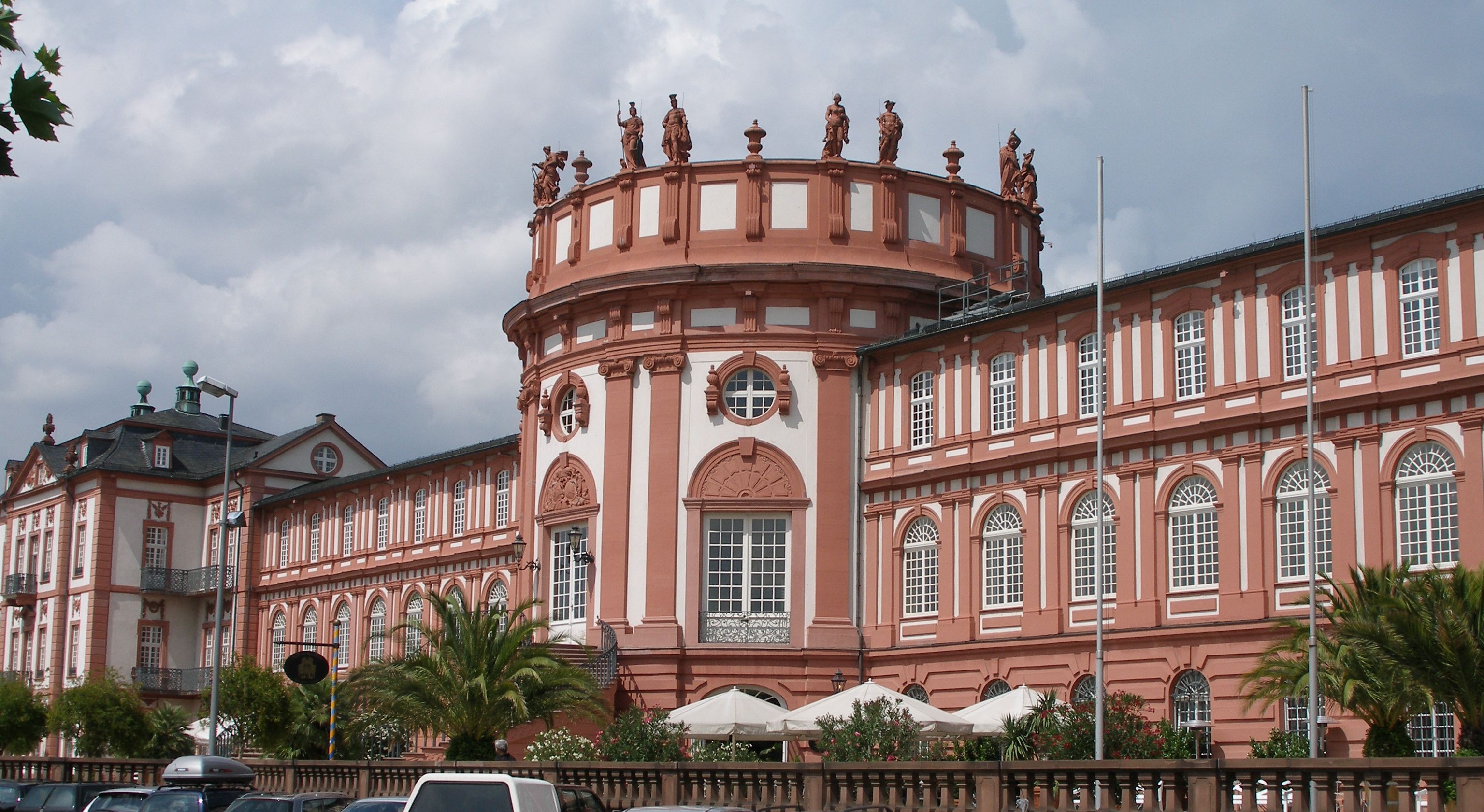
Castillo de Biebrich, residencia de los Duques entre 1817-1841.

La fusión de los dos territorios, la secularización y una mayor cobertura de los medios de comunicación crearon un estado religioso no uniforme. La división religiosa era en 1820: 53% protestantes y 45% católicos, 1,7% judíos y un 0,06% menonitas. La mayoría de los pueblos y ciudades estaban dominados por alguna de las dos confesiones cristianas. En 1817 se unieron las varias denominaciones protestantes para formar la Iglesia Evangélica Luterana en Nassau. Con respecto a la Iglesia católica, ya en 1804 hubo los primeros intentos de crear una diócesis católica en Nassau. Pero no fue hasta 1821, que acordaron el Ducado de Nassau y la Santa Sede la fundación de la diócesis de Limburgo, que se llevó a cabo en 1827.

## Economía
La situación económica del pequeño ducado era precaria. La mayor parte de su territorio estaba dedicado a la agricultura, es así como más de un tercio de la población activa estaba dedicada a la agricultura, casi exclusivamente conformada por explotaciones familiares pequeñas. Estos pequeños agricultores en su mayoría dependían de un segundo trabajo; respecto al comercio, estaba conformado en la gran mayoría por artesanos. 

### Minería

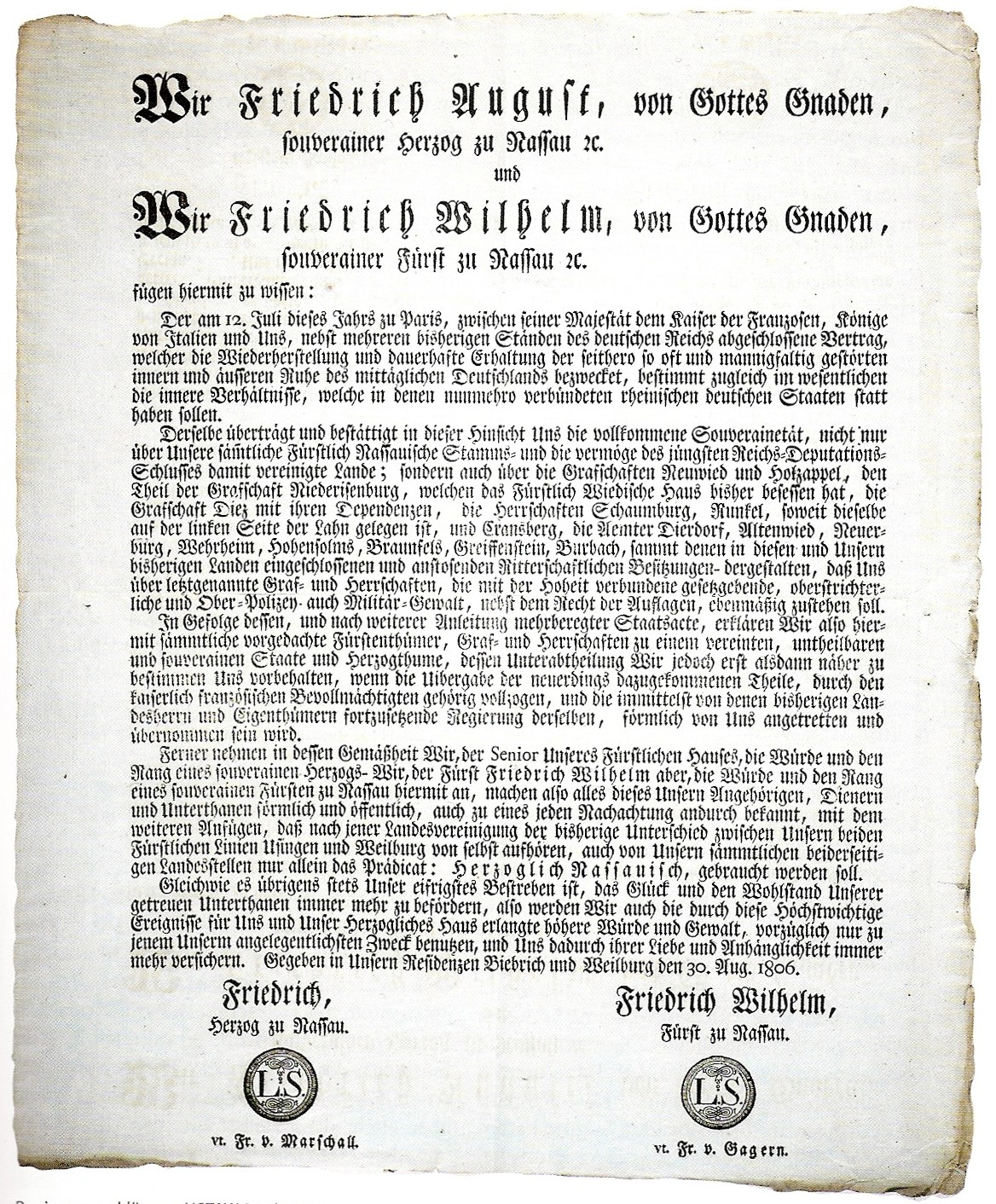
Constitución de Nassau en 1806.

Escudo de Armas del Ducado (1846).

Principalmente consistente en la extracción y la fundición de mineral de hierro; así en 1828 se extrajeron 760.000 quintales aproximadamente, en 1864 fueron extraídos poco más de 6,5 millones de quintales. La producción bajó de 1858 a 1860 en casi la mitad alrededor de 2,6 millones de toneladas. 
Sin embargo, nunca logró construir una industria a gran escala; las explotaciones eran pequeñas. El principal combustible se basaba exclusivamente en el carbón, aunque la producción no podría ser ampliada sin dañar los bosques. Así que sólo había una herrería en 1847 con más de 200 empleados. 
Igualmente existieron explotaciones de minerales de plomo y plata; la mínima explotación fue en 1840 con cerca de 30.000 quintales, y el máximo 133.000 en 1864. La mayor mina de plata contaba con 300 empleados. Con respecto al zinc en 1850 fue su producción máxima con casi 19.000 quintales, este mineral se exportaba en su totalidad, mientras que el cobre también contaba con un bajo rendimiento (un máximo de exportación de 1864 con cerca de 12.000 quintales). De manera marginal se mantuvo la explotación de níquel (22.000 toneladas en 1862). La producció de las canteras de pizarra del Ducado fue entre 10.000 (1828) y 38.000 quintales (1862) de material. La arcilla se extraía también en el Westerwald y eran procesados hasta tres cuartas partes en la industria de cerámica del Ducado. En 1828 la producción fue un poco menos de 95 000 quintales; en 1864 de alrededor de 440 mil quintales. El máximo del empleo se alcanzó en 1862 con 262 trabajadores en la minería de arcilla.

## Política del Ducado

### Parlamento

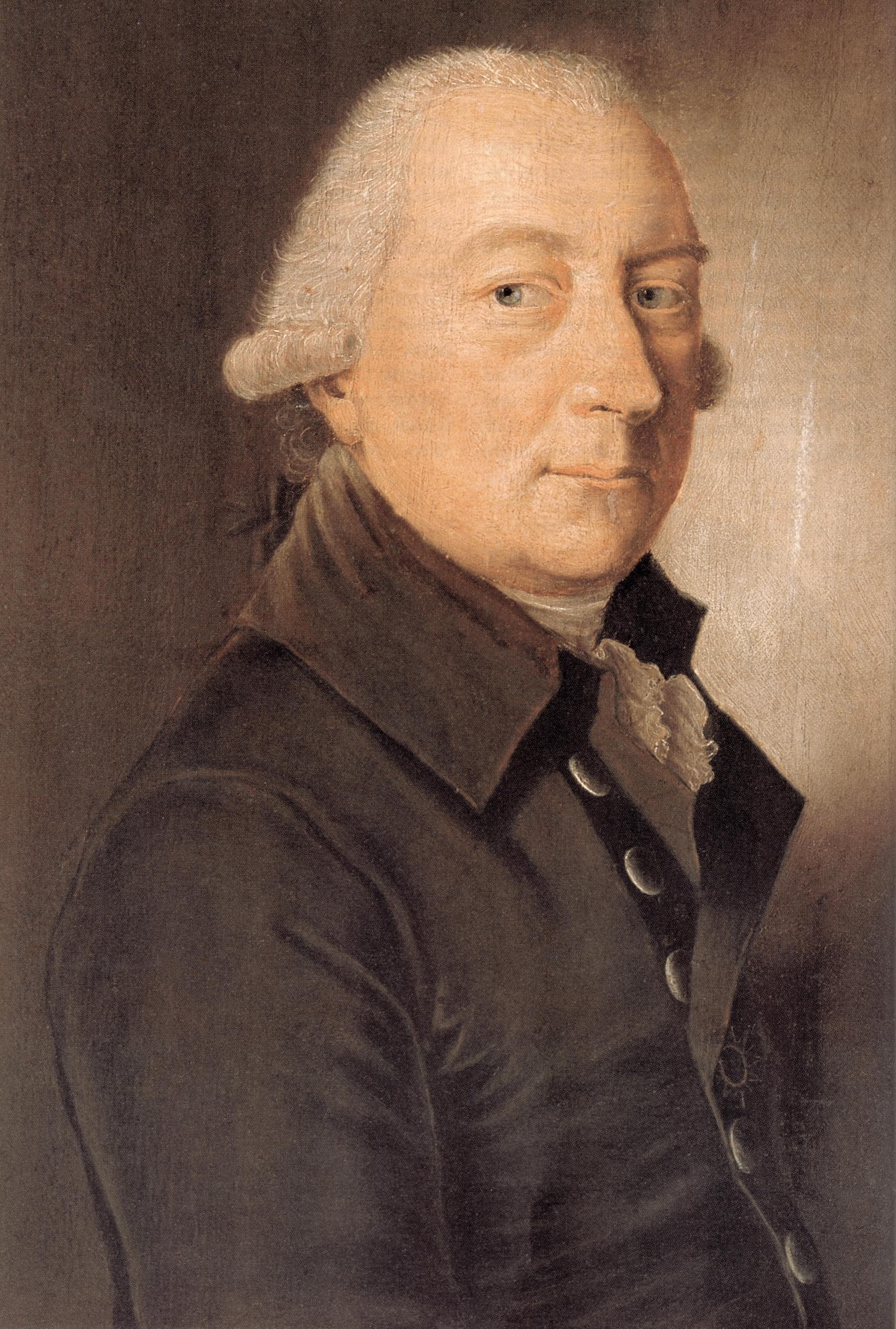
Federico Augusto de Nassau.

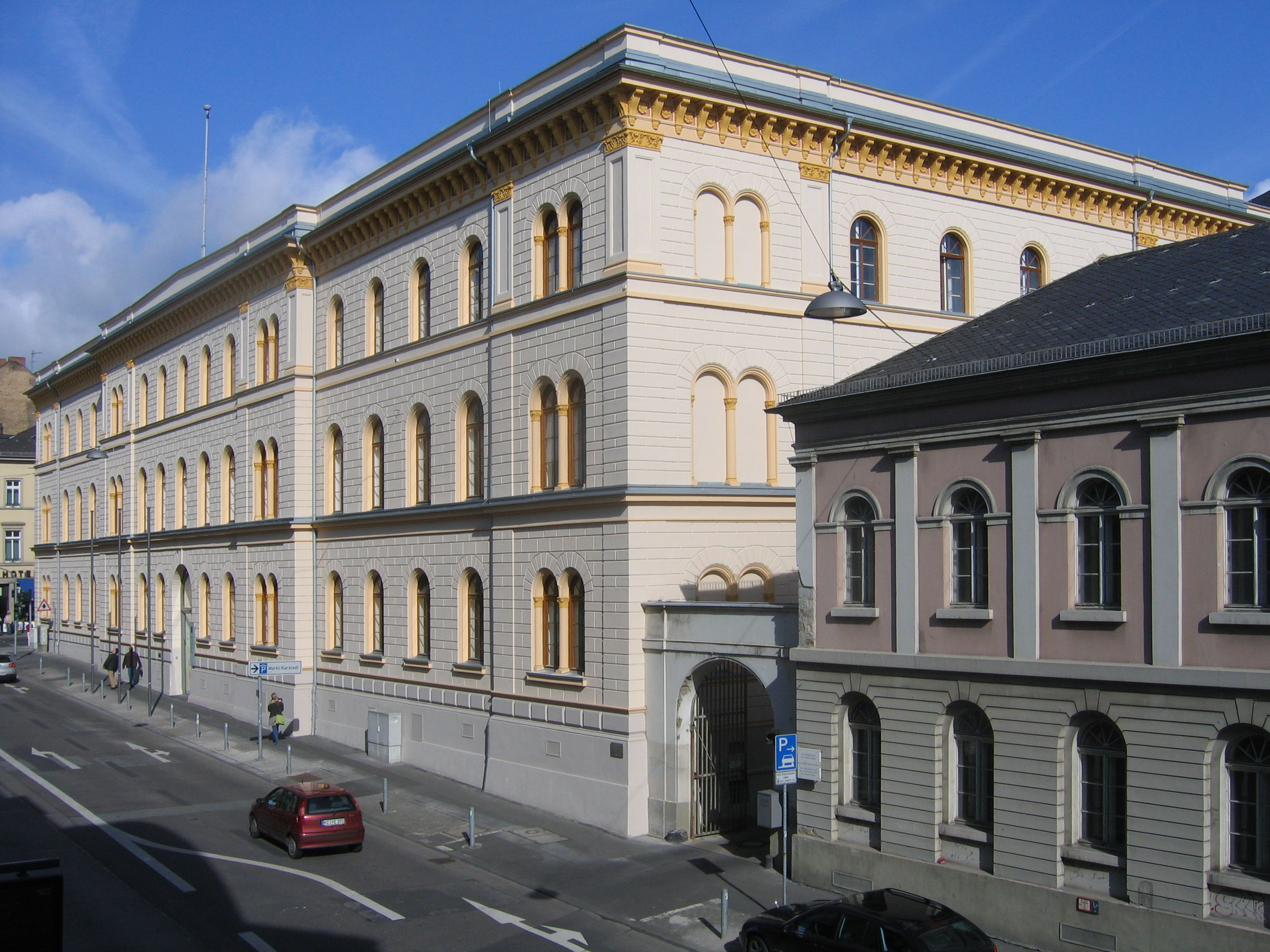
Edificio del gobierno central del Ducado en Wiesbaden.

Según la Constitución de 1814, el Parlamento se componía de dos cámaras: una Asamblea Nacional de Diputados y una Asamblea de Señores conformada por once miembros, donde se encontraban los príncipes de la Casa de Nassau y los representantes de la nobleza. Los 22 miembros de la segunda cámara (Asamblea Nacional de Diputados) fueron elegidos en gran medida mediante censo electoral, pero quienes tenían derecho de elección debían ser propietarios de tierras; además había tres representantes del clero y los profesores.
Pero solo cuatro años después de la promulgación de la Constitución, a principios de 1818 las primeras elecciones fueron reconocidas por el duque.

### Política exterior
En política exterior, el alcance del Ducado debido a su reducido tamaño y la debilidad económica fue siempre limitado, tanto que en el período napoleónico era totalmente inexistente. Con respecto al "ejército" de Nassau, sus contingentes militares fueron utilizados por Napoleón a su voluntad: en primer lugar en 1806 como fuerzas de ocupación en Berlín; posteriormente, tres batallones participaron en el sitio de Kolberg en 1807, dos regimientos de infantería y dos escuadrones de caballería estuvieron luchando por más de cinco años con Napoleón en España —sólo la mitad regresaron—. Finalmente Nassau, en noviembre de 1813 se cambió al lado de los aliados contra Napoleón: es así como soldados de Nassau participaron en la Batalla de Waterloo.

## Duques de Nassau
- Federico Augusto (30 de agosto de 1806 - 24 de marzo de 1816)
- Guillermo (24 de marzo de 1816 - 20 de agosto de 1839), hijo de Federico Guillermo de Nassau-Weilburg
- Adolfo I (20 de agosto de 1839 - 20 de septiembre de 1866), desde 1890 Gran Duque de Luxemburgo

### Ministros de Estado
| Ministro de Estado                                   | Desde | Hasta |
| ---------------------------------------------------- | ----- | ----- |
| Hans Cristofer Ernesto de Gagern                     | 1806  | 1811  |
| Ernesto Francisco Luis Marschall de Bieberstein      | 1806  | 1834  |
| Carlos Wilderich de Walderdorff                      | 1834  | 1842  |
| Federico Jorge Carlos Antonio de Bock-Hermsdorff     | 1842  | 1843  |
| Emilio Augusto de Dungern                            | 1843  | 1848  |
| Augusto Hergenhahn                                   | 1848  | 1849  |
| Federico Gerardo de Winzingerode                     | 1849  | 1852  |
| Príncipe Augusto Luis de Sayn-Wittgenstein-Berleburg | 1852  | 1866  |
| Augusto Hergenhahn                                   | 1866  | 1866  |